# Doña Tere, don Panchito y su hijo Teresito
Doña Tere, don Panchito y su hijo Teresito fue una serie de historietas creada por Serafín para la revista Jaimito de la Editorial Valenciana en 1944.
En ella se narran las desventuras de una familia, en la que Panchito tiene que soportar el mal humor de su jefe Don Camuñas.
Considerada la serie más satírica de cuantas se publicaron en Jaimito, no llega a la virulencia de las series familiares contemporáneas de la Escuela Bruguera ni por supuesto a la obra posterior de Serafín para La Codorniz, de cariz mucho más adulto.